# 魔法の天使クリィミーマミ SONG BOOK・カーテンコール
『魔法の天使クリィミーマミ SONG BOOK・カーテンコール』（まほうのてんしくりいみーまみ そんぐぶっく・かーてんこーる）は1986年2月25日に徳間ジャパンより発売、アニメージュレコードから販売された太田貴子、島津冴子の共同アルバム。25AGL-3018、再販時はTKCA-70772。

## 概要
太田貴子がヒロインを務め日本テレビが全国ネットで放送していたテレビアニメ・『魔法の天使クリィミーマミ』の主題歌、挿入歌及びOVAの『魔法の天使クリィミーマミ ラブリーセレナーデ』、『魔法の天使クリィミーマミ ロング・グッドバイ』、『クリィミーマミ ソングスペシャル2 カーテンコール』の主題歌をまとめたフィナーレアルバムで初版時は二枚組だったが、1995年11月25日の再販時は一枚となった。

## 収録曲
1. 魔法の砂時計(4:32)[3]
  - 作詞：望月智充 / 作曲・編曲：難波正司 / 唄：太田貴子
2. ハートのSEASON(3:34)
  - 作詞：恩田久義 / 作曲：尾関裕司 / 編曲：難波正司 / 唄：太田貴子
3. ガールズ・トーク(3:59)
  - 作詞：友井久美子 / 作曲：尾関裕司 / 編曲：難波正司 / 唄：太田貴子
4. LOVEさりげなく(3:15)
  - 作詞：三浦徳子 / 作曲：小田裕一郎 / 編曲：西村昌敏 / 唄：太田貴子
5. あなたに一番効く薬(3:28)
  - 作詞：友井久美子 / 作曲：松田良 / 編曲：難波正司 / 唄：太田貴子
6. 渚のメモリー(4:32)[4][5]
  - 作詞・唄：島津冴子 / 作曲：久石譲 / 編曲：難波正司
7. デリケートに好きして(3:27)
  - 作詞・作曲：古田喜昭 / 編曲：大村雅朗 / 唄：太田貴子
8. パジャマのままで(3:22)
  - 作詞・作曲：古田喜昭 / 編曲：大村雅朗 / 唄：太田貴子
9. BIN・KANルージュ(3:44)
  - 作詞：岩里祐穂 / 作曲：亀井登志夫 / 編曲：岩本正樹 / 唄：太田貴子
10. 美衝撃(3:42)
  - 作詞：亜蘭知子 / 作曲：織田哲郎 / 編曲：西村昌敏 / 唄：太田貴子
11. I Can't Say "Bye-Bye"
  - 作詞・作曲：古田喜昭 / 編曲：難波正司 / 唄：太田貴子
12. "MA・WA・LE・MI・GI"
  - 作詞・作曲：古田喜昭 / 編曲：難波正司 / 唄：太田貴子＆島津冴子